# Pragtfregatfugl
Pragtfregatfugl (Fregata magnificens) er en af de fem arter af fregatfugle og nationalfugl for Antigua og Barbuda.